# Сетевой нейтралитет
Сетевой нейтралитет (англ. network neutrality, NN) — принцип, по которому провайдеры телекоммуникационных услуг не отдают предпочтения одному целевому предназначению перед другим или одним классам приложений (например, World Wide Web) перед другими (например, онлайн-игры или IP-телефония), предлагая пользователям и поставщикам онлайн-контента одинаковые тарифы независимо от контента, веб-сайта, платформы, приложения, типа оборудования, адреса источника, адреса назначения или метода связи (то есть без ценовой дискриминации). Хотя сам этот термин относительно новый, его фундаментальная идея берёт начало в эпоху изобретения телеграфа в середине XIX века. Телеграммы доставлялись одинаково, на равных условиях, без попыток различать их содержание и регулировать их принадлежность к тому или иному техническому способу доставки. Такая сеть «от начала до конца нейтральна».

## Определение и связанные принципы

### Сетевой нейтралитет
Это принцип, согласно которому ко всему интернет-трафику следует относиться одинаково.Интернет-трафик включает в себя все различные сообщения, файлы и данные, отправляемые через Интернет, в том числе, например, электронные письма, цифровые аудиофайлы, цифровые видеофайлы и т. Д. По мнению профессора Колумбийской школы права Тима Ву, лучший способ объяснить сетевой нейтралитет состоит в том, что общедоступная информационная сеть будет наиболее полезной, если ко всему контенту, веб-сайтам и платформам будут относиться одинаково.
Существует точка зрения, что Интернет не нейтрален среди прочих приложений, ибо реализация политики best effort даёт преимущества FTP и другим видам малочувствительного ко времени трафика по сравнению с коммуникациями в реальном времени.
Крупные поставщики интернет-контента в США утверждают, что сетевой нейтралитет также касается вопроса привилегий или наоборот, негативного отношения со стороны провайдеров телекоммуникационных услуг к определённым веб-сайтам (например Google) или определённым брендам IP-телефонии.

### Открытый Интернет
В системе «открытого Интернета» все ресурсы Интернета и средства работы в нем должны быть легко доступны для всех людей, компаний и организаций.
Сторонники сетевого нейтралитета утверждают, что крупные телекоммуникационные компании пытаются незаконно получить прибыль от своих инвестиций:

Крупнейшие национальные телефонные и кабельные компании <…> хотят быть интернет-привратниками, которые сами решают, какие веб-сайты работают быстро или медленно, а какие не будут загружаться совсем.
Они хотят обложить налогами контент-провайдеров, чтобы гарантировать быструю доставку своих данных потребителю. И, замедляя или блокируя сервисы, предлагаемые их конкурентами, они продвигают вперёд собственные поисковые машины, услуги интернет-телефонии и потокового видео. <…>
Вместо равных условий для всех они резервируют специальные линии для своего контента и услуг.
Оригинальный текст (англ.)The nation’s largest telephone and cable companies <…> want to be Internet gatekeepers, deciding which Web sites go fast or slow and which won’t load at all.

They want to tax content providers to guarantee speedy delivery of their data. And they want to discriminate in favor of their own search engines, Internet phone services and streaming video -- while slowing down or blocking services offered by their competitors. <…>
Instead of a level playing field, they want to reserve express lanes for their own content and services.

— Save the Internet
Противники сетевого нейтралитета утверждают, что он не является необходимым и контрпродуктивен:

Всеобъемлющее и твёрдое законодательство о сетевом нейтралитете может привести: к проблемам общественной и национальной безопасности; к затруднениям в обеспечении защиты от вторжения в личную жизнь граждан США; к нарушениям качества и ответных реакций сети Интернет; к ограничению выбора потребителей; к возникновению препятствий перед каждым американцем во вложении средств в широкополосные сети.
Оригинальный текст (англ.)Sweeping and rigid net neutrality legislation could: hinder public safety and homeland security; complicate protecting Americans privacy; erode the quality and responsiveness of the Internet; limit consumers’ competitive choices; and discourage investment in broadband deployment to all Americans.
— Netcompetition
Инициативы сетевого нейтралитета поддерживают:
- крупные поставщики интернет-контента, такие как Google, Yahoo и eBay;
- группы защиты прав потребителей, такие как Consumers Union;
- торговые ассоциации в сфере высоких технологий, такие как American Electronics Association;
- левые и либеральные политические блоки, а также некоторые представители движения правых консерваторов с религиозным уклоном.

Оппозиция к сетевому нейтралитету исходит преимущественно от крупных телекоммуникационных компаний, производителей сетевого оборудования и организаций защиты свободного рынка, таких как Институт Катона.
14 декабря 2017 года Федеральная комиссия по вопросам регулирования связи США с перевесом в один голос проголосовала за отмену принципа сетевого нейтралитета, закреплённого в 2015 году. В 2018 году это решение, несмотря на протесты общественности и части интернет-компаний, вступило в силу. В 2019 году Закон о спасении Интернета, призванный «гарантировать пользователям широкополосного Интернета равный доступ к онлайн-контенту» и, фактически, возвращающий принцип сетевого нейтралитета, был принят Палатой представителей США, но не прошёл через Сенат.

## В России
Необходимость «проработки принципов», на которых может произойти отказ от сетевого нейтралитета была включена в проект Стратегии развития отрасли связи до 2035 г., подготовленный Минцифры и выложенный для общественного обсуждения в августе 2023 года. В ноябре этого же года стратегия была принята и этот тезис остался в ней без изменений.